# 封孝琬
封 孝琬（ほう こうえん、516年 - 551年）は、中国の東魏の軍人。字は士蒨。本貫は渤海郡蓨県。封回の孫。封隆之・封延之の甥。封孝琰の兄。

## 経歴
封興之の子として生まれた。7歳のとき孤児となり、封隆之に養育された。16歳のとき、州主簿として召された。533年、父の爵位の富城子を嗣いだ。534年、開府参軍事を初任とした。東魏の天平年間、軽車将軍・司徒主簿となった。武定年間、高洋の下で開府主簿となり、従事中郎将に転じ、東宮洗馬を兼ねた。文章を好み、太子少師の邢卲や七兵尚書の王元景らと親交を深めた。551年、死去した。享年は36。左将軍・太府少卿の位を追贈された。

## 伝記資料
- 『北斉書』巻21 列伝第13
- 『北史』巻24 列伝第12